# Primera intifada
La primera intifada és el nom donat a la revolta palestina que va esclatar a la fi de 1987 en Cisjordània i en la Franja de Gaza. Aquest conflicte va tenir lloc entre el 8 de desembre de 1987 i l'anomenada Conferència de Pau de Madrid de 1991, tot i que algunes fonts situen el final de la revolta el 13 de setembre de 1993, quan se signaren els Acords d'Oslo. 2.162 palestins i 160 israelians van perir com a resultat dels enfrontaments.
El que ho va començar fou un accident de trànsit, ocorregut el 7 de desembre: un vehicle militar israelià xoca i mata quatre palestins que feien fila. L'endemà es produeixen enfrontaments entre palestins, que solen ser menors d'edat i adults joves i que preferentment llancen pedres i altres objectes contra tropes de les Forces de Defensa d'Israel, i integrants d'aquestes.
Aquesta dura fins al 13 de setembre de 1993, amb la signatura dels Acords d'Oslo, i s'estén, mentrestant, dels Territoris Palestins a l'Estat d'Israel, inclosa la capital, Jerusalem; va ser durant la primera intifada quan es va produir el primer atac terrorista suïcida comès per Hamàs (16 d'abril de 1993).